# اتحادیه کمیته‌های مادران سربازان روسیه
اتحادیه کمیته‌های مادران سربازان روسیه (روسی: Союз Комитетов Солдатских Матерей России) یک سازمان مردم‌نهاد روس است با مأموریت بیان‌شده در افشای نقض حقوق بشر در داخل نیروهای مسلح روسیه.

## تاریخچه
این سازمان در سال ۱۹۸۹ تأسیس شد. قبل از سال ۱۹۹۸، به عنوان کمیته سربازان مادران روسیه شناخته شد؛ که عضو سازمان حقوق بشر و خانه حقوق بشر است. از جمله فعالیت‌هایی که این سازمان درگیر آن است، آموزش جامعه مدنی روسیه در حاکمیت قانون در رابطه با خدمت در ارتش و همچنین اطلاع‌رسانی به جامعه در مورد آنچه نیروهای مسلح باید در یک جامعه دموکراتیک ببینند. سازمان همچنین مشاوره حقوقی رایگان را برای سربازان و خانواده‌هایشان در مورد حقوق و قوانین مربوط به قضاوت ارائه می‌دهد.